# Hoplocorypha lobata
Hoplocorypha lobata es una especie de mantis de la familia Thespidae.

## Distribución geográfica
Se encuentra en Senegal.